# Tina Louise
Tina Louise (ur. 11 lutego 1934 w Nowym Jorku jako Tatiana Josivovna Chernova Blacker) – amerykańska modelka, piosenkarka i aktorka filmowa. Znana z roli Ginger Grant w serialu komediowym Wyspa Gilligana.

## Życiorys
Urodziła się w rodzinie żydowskiej. Jej ojciec był właścicielem sklepu z cukierkami, a potem księgowym. Uczęszczała na Miami University w Ohio. W wieku siedemnastu lat zaczęła uczyć się aktorstwa i śpiewu na prestiżowym Neighborhood Playhouse na Manhattanie. Równocześnie próbowała swoich sił jako modelka i piosenkarka w nocnych klubach. Jako aktorka zadebiutowała na deskach teatrów w 1952 roku. W 1957 roku nagrała album muzyczny It’s Time for Tina, z którego pochodzą takie utwory jak: Embraceable You, czy I’m in the Mood for Love.
W 1958 roku pojawiła się w filmie Poletko pana Boga (God’s Little Acre), co zapoczątkowało jej karierę filmową. W 1964 roku powierzono jej rolę w serialu Wyspa Gilligana (Giligan Island). Sukces serialu przyniósł jej sławę. Po zakończeniu serialu w 1967 roku kontynuowała grę w filmach i pojawiała się gościnnie w telewizyjnych serialach.

## Filmografia
- Late Phases (2014)
- Żony ze Stepford (The Stepford Wives, 1975)
- Wyspa Gilligana (Giligan Island, 1964–1967)
- Człowiek, którego zwano katem (The Hangman, 1959)
- Poletko pana Boga (God’s Little Acre, 1957)